# Nev Schulman
Yaniv Schulman, detto Nev (New York, 26 settembre 1984), è un produttore cinematografico, attore e fotografo statunitense.
È conosciuto soprattutto per il documentario del 2010 Catfish, ed è anche il personaggio principale e produttore della successiva serie Catfish: false identità trasmessa da MTV.